# Manuel Sanchis Martínez
Manuel Sanchis Martínez, (Alberic, 26 de març de 1938 - Madrid, 28 d'octubre de 2017) fou un futbolista valencià, que també va fer d'entrenador de futbol.

## Trajectòria
Pare del futbolista Manuel Sanchis Hontiyuelo, va formar part del reeixit conjunt del Reial Madrid dels 60 i va ajudar a aconseguir 4 títols de Lliga, una Copa del Generalísimo i una Copa d'Europa conformant el madrid dels ye-ye. Va jugar com a titular la final de la Copa d'Europa de 1966, que el Madrid va guanyar contra el FK Partizan per 2 a 1 a l'Estadi Heysel, de Brussel·les, la sisena Copa d'Europa madridista.
Durant la seva carrera en el Reial Madrid va sumar 143 partits de lliga i 35 partits en competicions europees. Va jugar també 11 vegades representant a Espanya i va participar en el Mundial de futbol de 1966, marcant en la fase de grups un gol contra Suïssa(2-1).
A més de jugar en el Reial Madrid CF va defensar també la samarreta del CD Comtal, Reial Valladolid i Córdoba CF.
Jugà un partit amb la selecció de Catalunya enfront una selecció de Rio de Janeiro, mentre era jugador del Barcelona Amateur.